# Ferrari 308
 (août 2024).
Si vous disposez d'ouvrages ou d'articles de référence ou si vous connaissez des sites web de qualité traitant du thème abordé ici, merci de compléter l'article en donnant les références utiles à sa vérifiabilité et en les liant à la section « Notes et références ».
La Ferrari 308 (GTB / GTS) est une automobile sportive de type coupé et découvrable (targa) deux places du constructeur automobile italien Ferrari, produite entre 1975 et 1985.
La Ferrari 308 fait partie des véhicules rendus célèbres — et recherchés — de par leur apparition à la télévision ou au cinéma, au même titre que la Pontiac Firebird Trans Am 1982 de K 2000 ou la DeLorean DMC-12 de la franchise Retour vers le futur. Une 308 découvrable rouge est la voiture emblématique du détective Magnum interprété par Tom Selleck dans la série télévisée éponyme à succès des années 1980.

## Genèse
Le vif succès remporté par les Dino 246 GT/GTS et Dino/Ferrari 308 GT4 ayant convaincu Enzo Ferrari qu'il existait un marché non négligeable pour des modèles moins purement sportifs et moins élitistes que ceux proposés jusqu'alors, Enzo Ferrari accepte le projet de la 308 dont il confie l'étude de la carrosserie au maître Pininfarina. L'appellation Dino, chère à Enzo Ferrari, reste réservée à d'éventuels modèles moins sophistiqués mais aucune nouvelle Dino n'est développée après la 308 GT4 : la Ferrari 308 GTB/GTS est donc la seconde Ferrari « abordable » et le reste à ce jour — avec toutefois une hausse régulière des cotes de tous les modèles — sur le marché des voitures classiques.

## Appellations
L'appellation « 308 » représente :
- 3 pour la cylindrée totale : 3 000 cm3 (en réalité 2 926 cm3) ;
- 8 pour le type de moteur : V8 implanté transversalement en position centrale arrière et délivrant une puissance de 255 ch (version avec carburateurs).

- Type de carrosserie : 
  - GTB pour Berlinetta désignant le coupé ;
  - GTS pour Scoperta (découvrable ou toit escamotable) désignant la version « targa » mais cette appellation, déposée par Porsche, est inutilisable par un autre constructeur.

Le constructeur français Peugeot n'a pas posé réclamation contre Ferrari pour cette appellation à trois chiffres avec un « 0 » au milieu, contrairement à ce qu'il avait fait contre Porsche et son modèle 901, devenue ensuite la fameuse 911.

## Modèles

### Ferrari 308 GTB
La Ferrari 308 GTB (Gran Turismo Berlinetta) c'est-à-dire coupé, est dévoilée lors du Salon de l'automobile de Paris en septembre 1975. Cette « petite » Ferrari conquiert immédiatement une vaste clientèle avec son style qui combine habilement ceux de la Dino 246 GT/GTS et de la Ferrari BB.
Une première série de 808 exemplaires, construite jusqu'en juin 1977, reçoit une coque en polyester. La seconde série, lancée concomitamment avec la version GTS, reçoit une carrosserie traditionnelle en acier jusqu'à la fin de sa production en 1985 ce qui eut pour conséquence d'augmenter le poids de 150 kg. La mécanique repose sur le fameux moteur Ferrari F106AB, un robuste V8 à 90° de 2 926 cm3 de cylindrée développant 255 ch DIN à 7 700 tr/min avec ses quatre carburateurs double corps Weber 40DCNF et un couple de 30 kg m à 5 000 tr/min. Le moteur est à carter sec.

### Ferrari 308 GTS
C'est à l'occasion du Salon de l'automobile de Francfort en octobre 1977 que la version GTS (« S » pour Scoperta, « découvrable » ; le vrai terme serait « Targa » mais il est réservé à Porsche qui l'a déposé), est présentée au public. Les différences avec la version GTB sont mineures : à part le toit escamotable, on ne peut noter que des différences de finition autour des vitres arrière.

### Ferrari 308 GTBi et GTSi
Ces versions lancées en 1980 sont marquées par l'adoption de l'injection Bosch K-Jetronic sur les motorisations, ce qui entraine une baisse de la puissance maximale de 41 ch soit 214 ch. L'avantage réside dans la diminution importante des émissions de dioxyde de carbone et permet à Ferrari de poursuivre la commercialisation aux États-Unis.

### Ferrari 308 Quattrovalvole
La version à quatre soupapes par cylindre équipe les deux versions GTB et GTS. Cette évolution mécanique voit la puissance du moteur passer à 240 ch DIN à 7 000 tr/min. Le principal signe distinctif de cette version QV (quattro valvole) est l'ajout de phares longue portée et du logo au cheval cabré dans la grille de calandre.

## Exemplaires produits
| Année | 308 GTB | 308 GTS | 308 GTBi | 308 GTSi | 308 GTB 4V | 308 GTS 4V |
| ----- | ------- | ------- | -------- | -------- | ---------- | ---------- |
| 1975  | 26      | -       | -        | -        | -          |            |
| 1976  | 644     | -       | -        | -        | -          |            |
| 1977  | 963     | 106     | -        | -        | -          |            |
| 1978  | 415     | 884     | -        | -        | -          |            |
| 1979  | 417     | 1 029   | -        | -        | -          |            |
| 1980  | 432     | 1 200   | 24       | 29       | -          |            |
| 1981  | -       | -       | 329      | 1 092    | -          |            |
| 1982  | -       | -       | 141      | 622      | 84         | 185        |
| 1983  | -       | -       | -        | 6        | 204        | 871        |
| 1984  | -       | -       | -        | -        | 259        | 1 253      |
| 1985  | -       | -       | -        | -        | 201        | 733        |
| Total | 2 897   | 3 219   | 494      | 1 749    | 748        | 3 042      |

## Galeries

Ferrari 308 GTS du pilote Ferrari Gilles Villeneuve, au Musée Ferrari de Maranello.
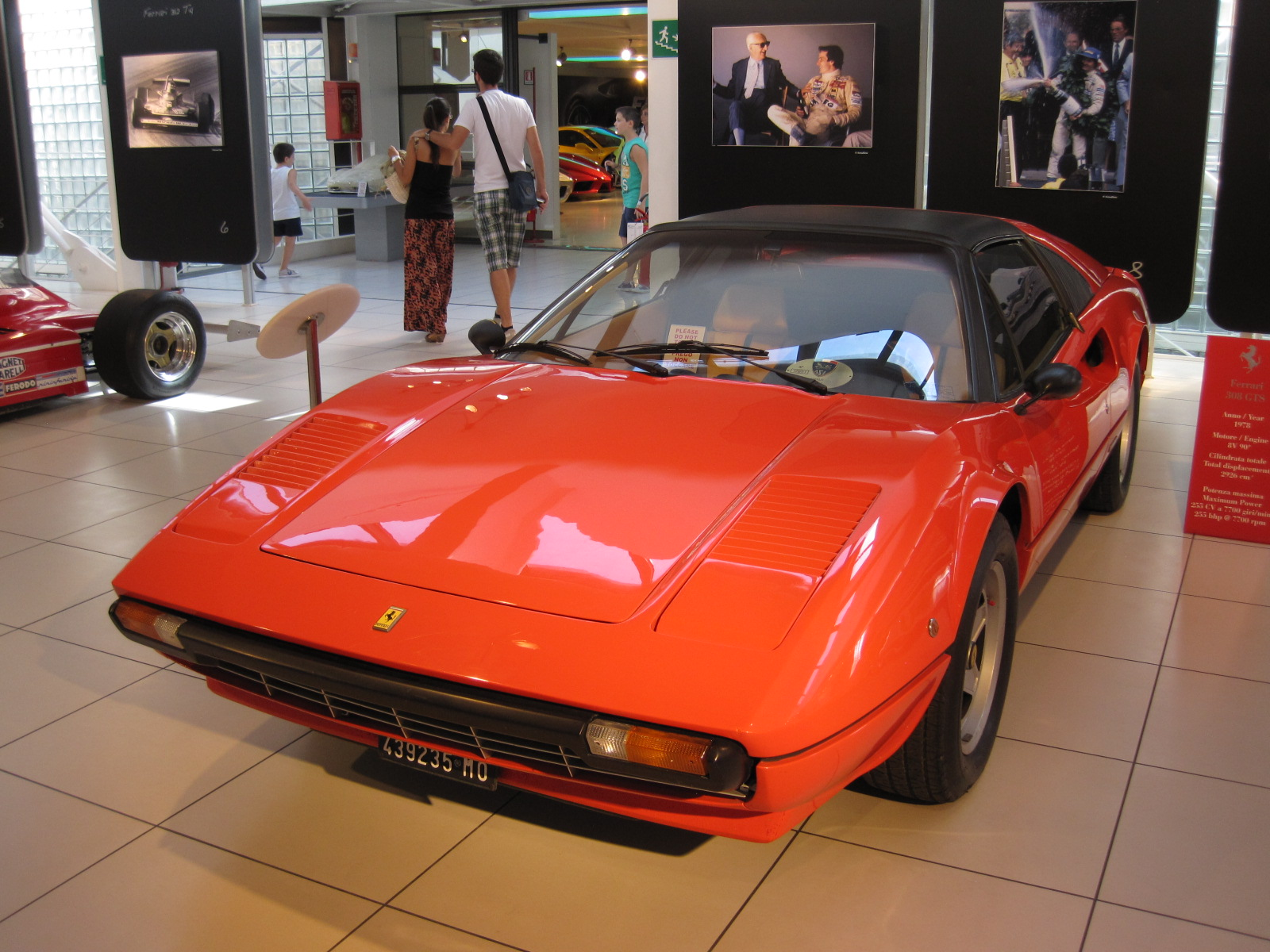
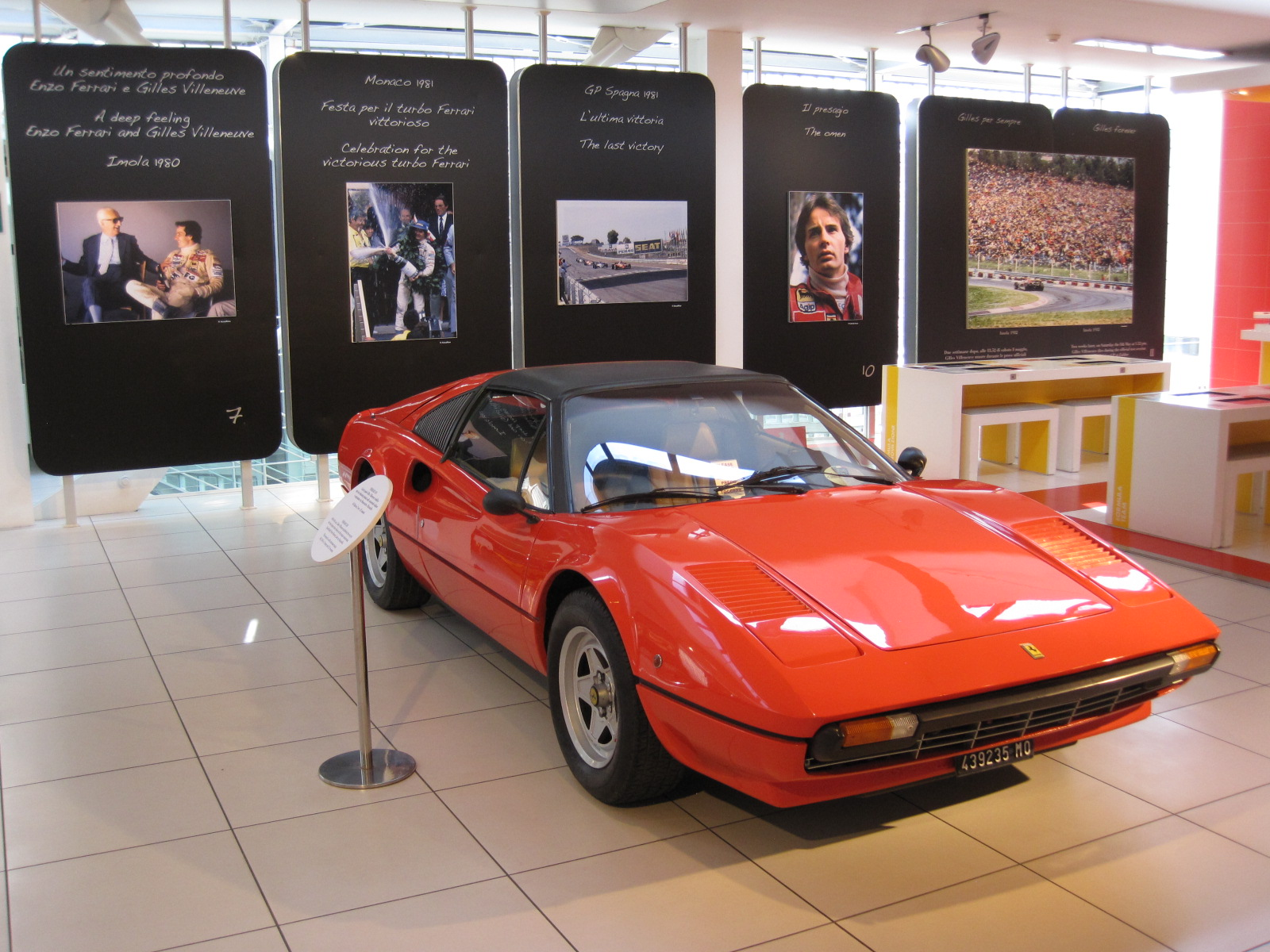
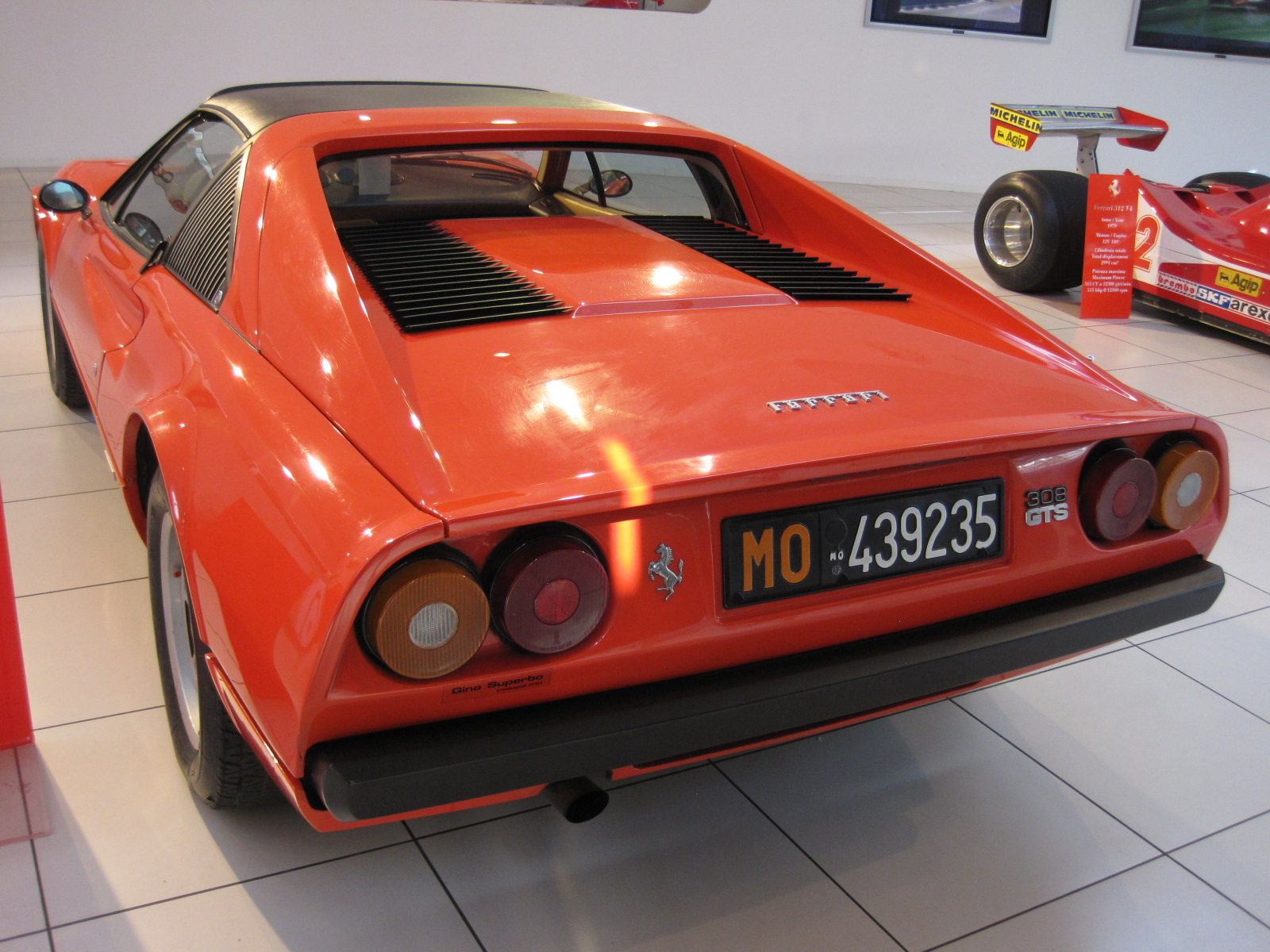
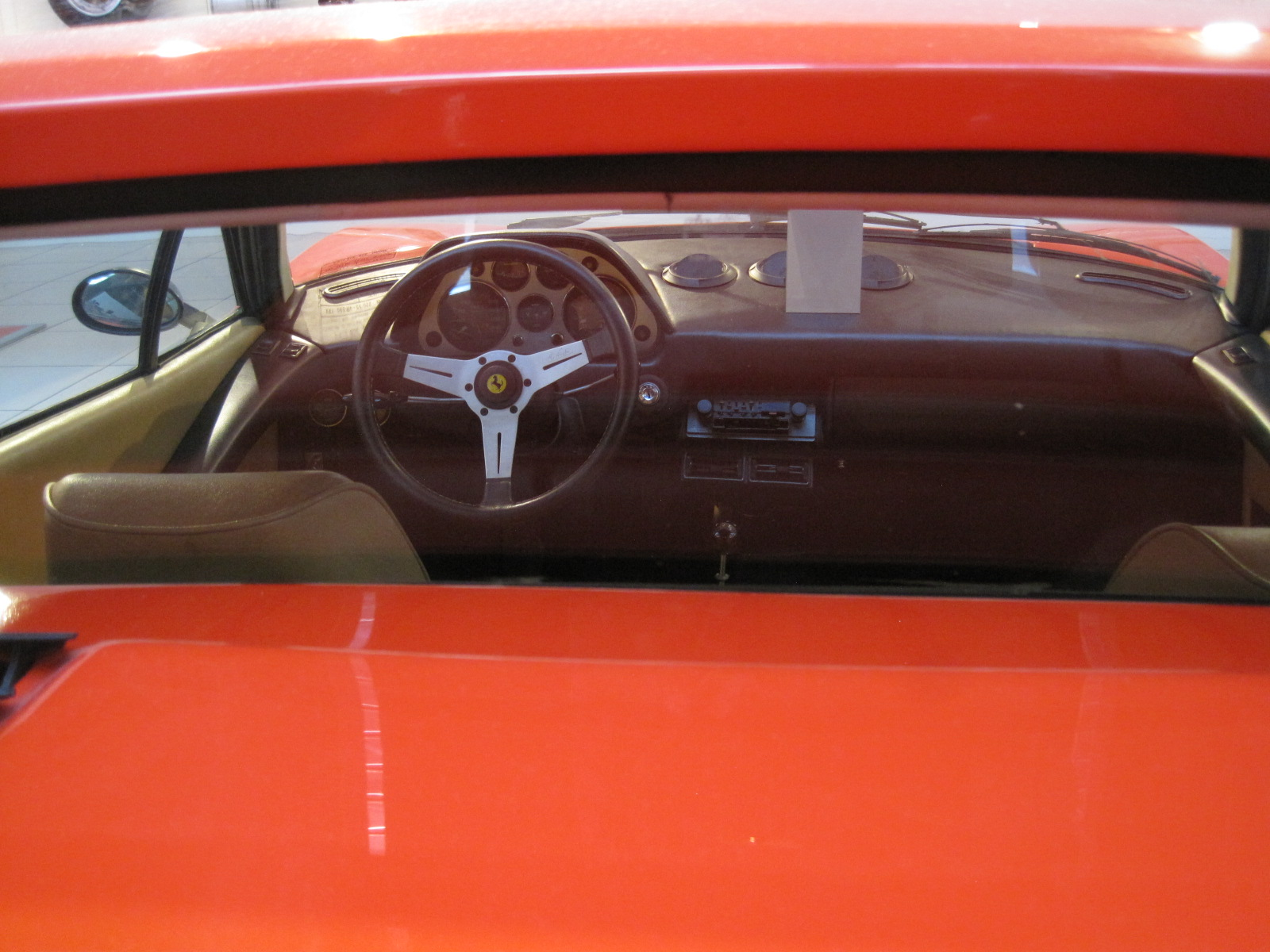

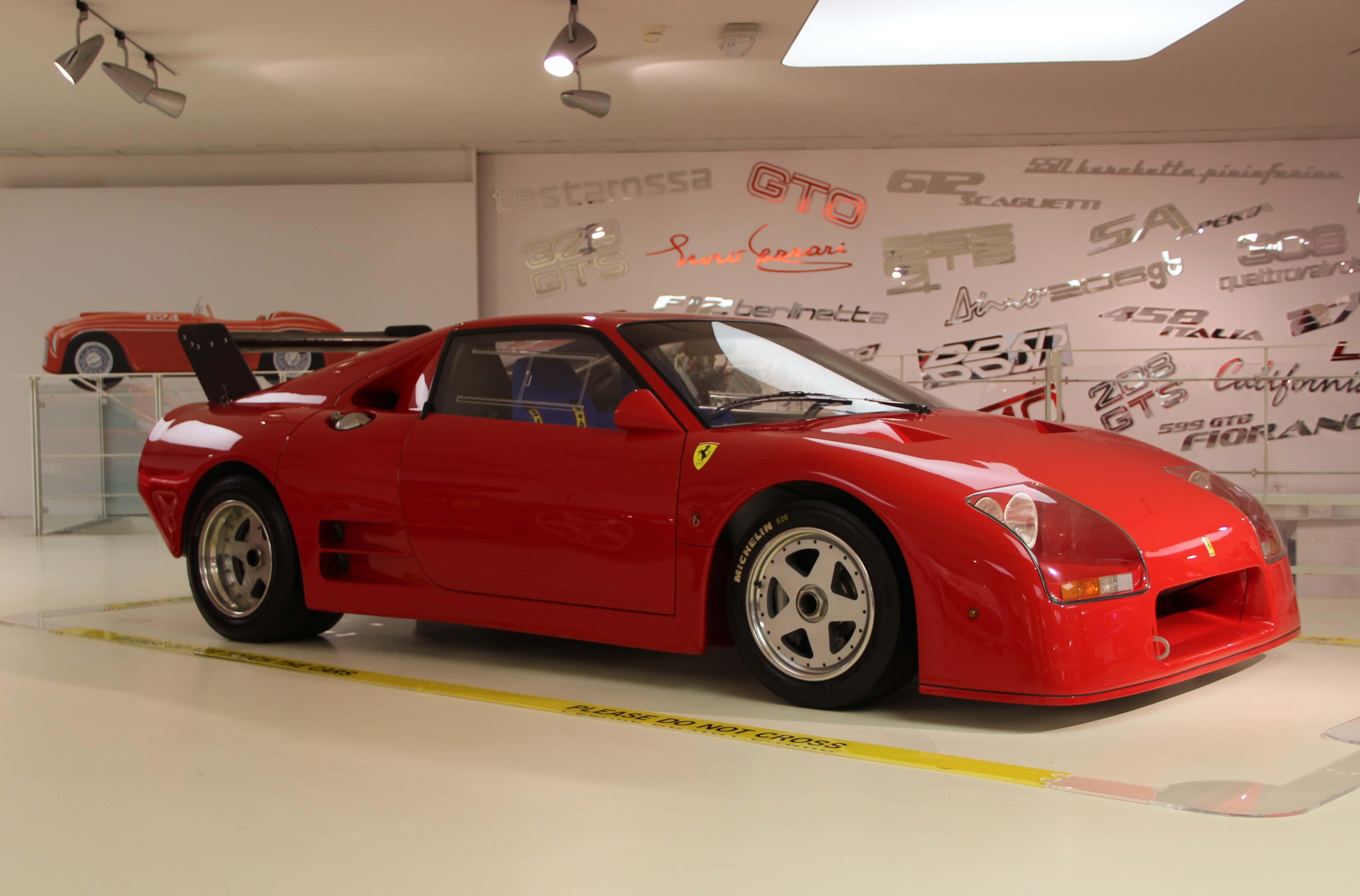
Ferrari 308 GTM.
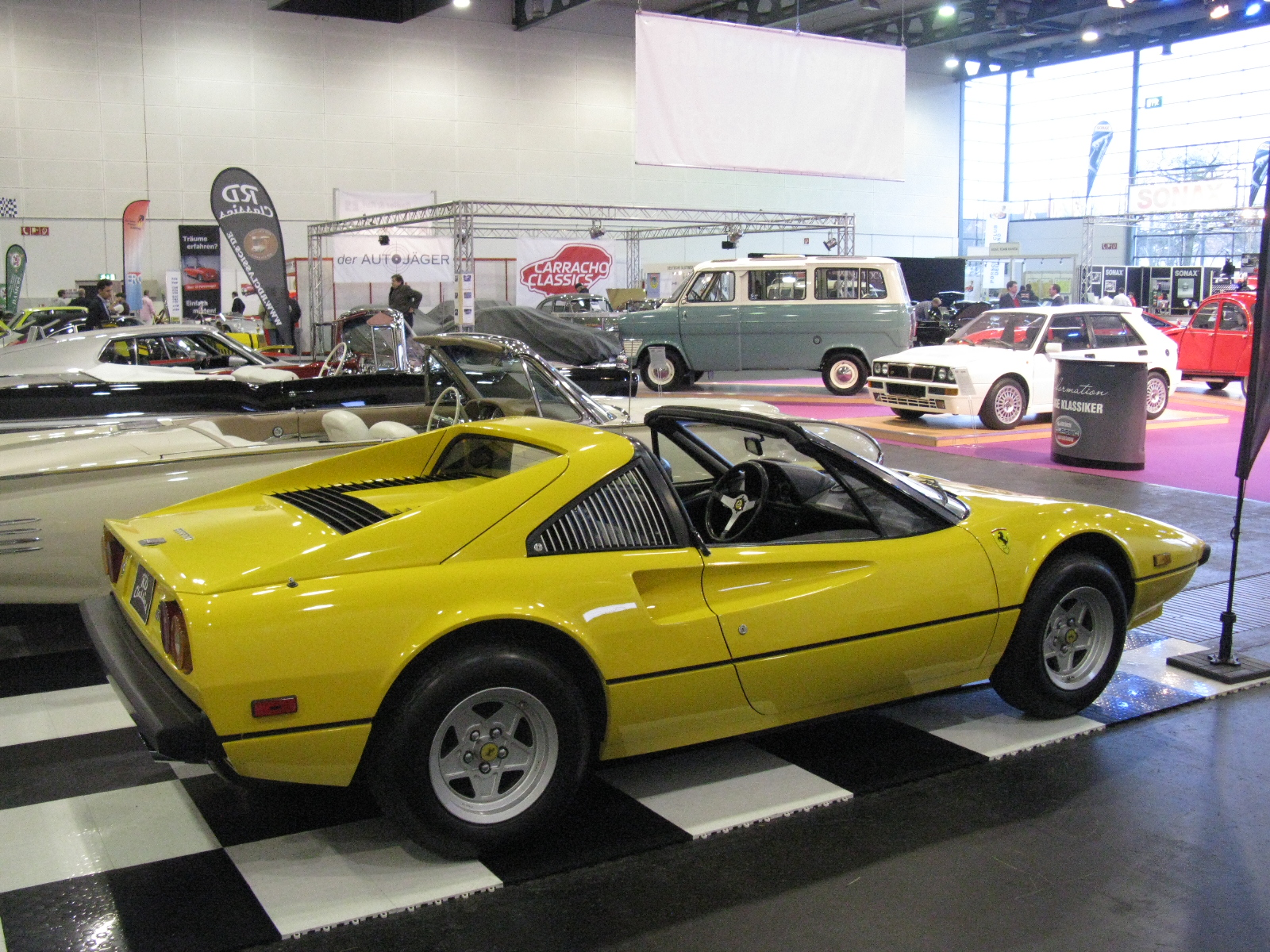
Ferrari 308 GTS.
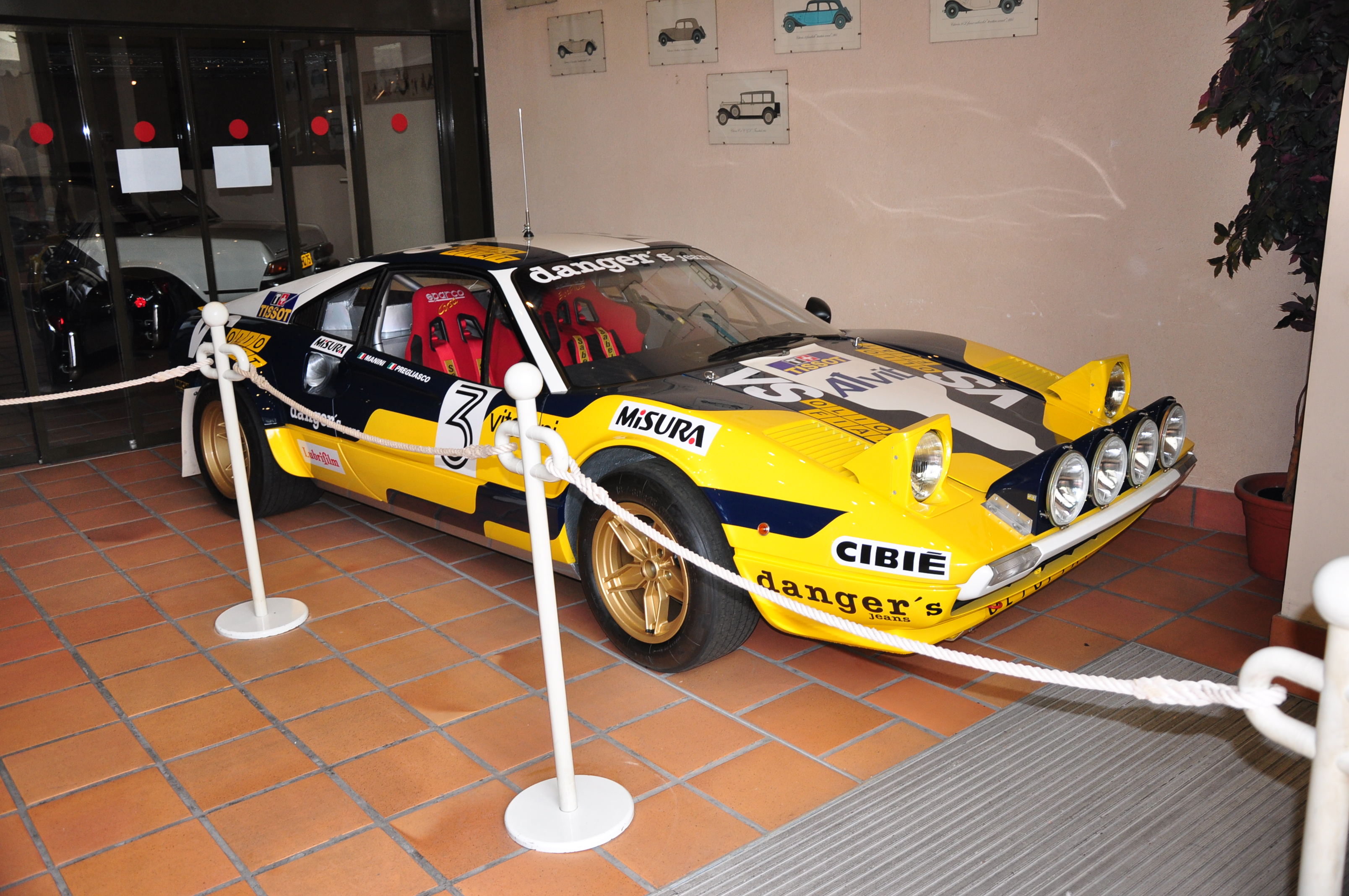
Réplique de Ferrari 308 GTB Group 4 Michelotto, Musée de l'automobile de Monaco.
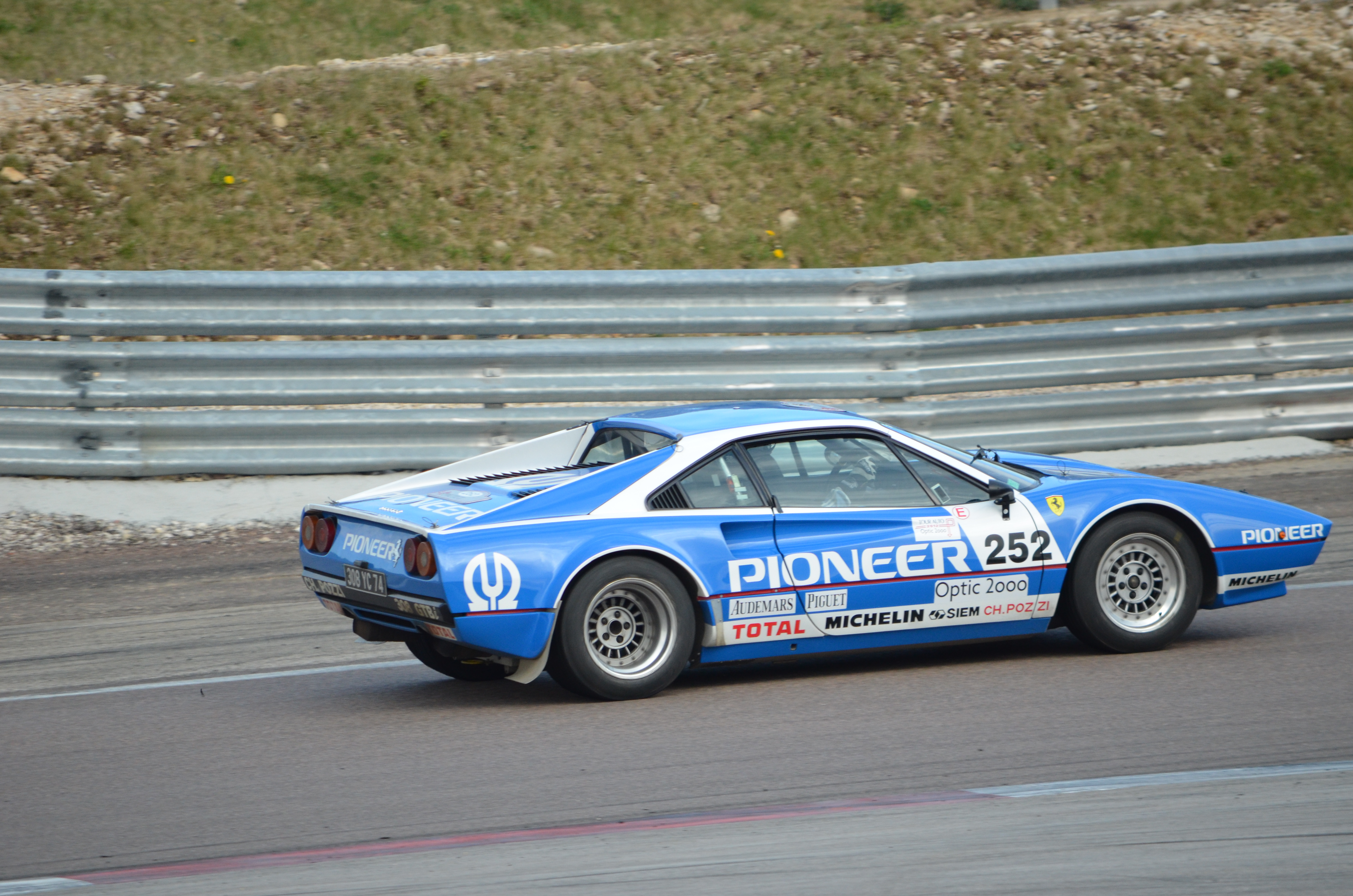
Ferrari 308 GTS, circuit de Dijon-Prenois.
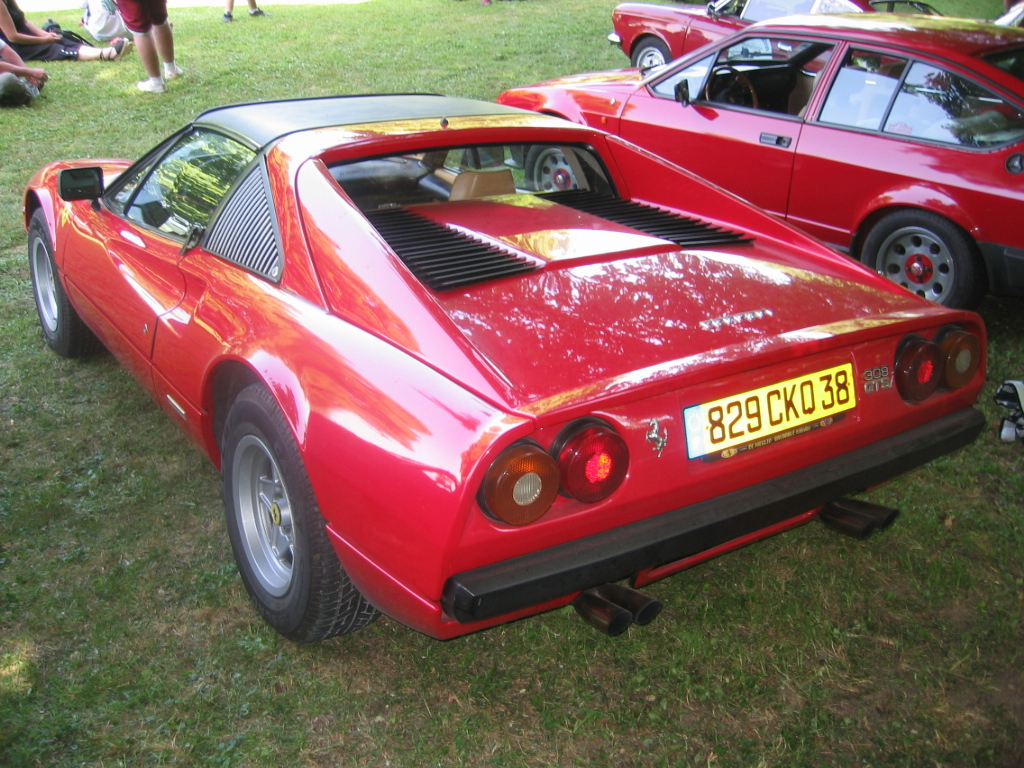
Ferrari 308 GTS.
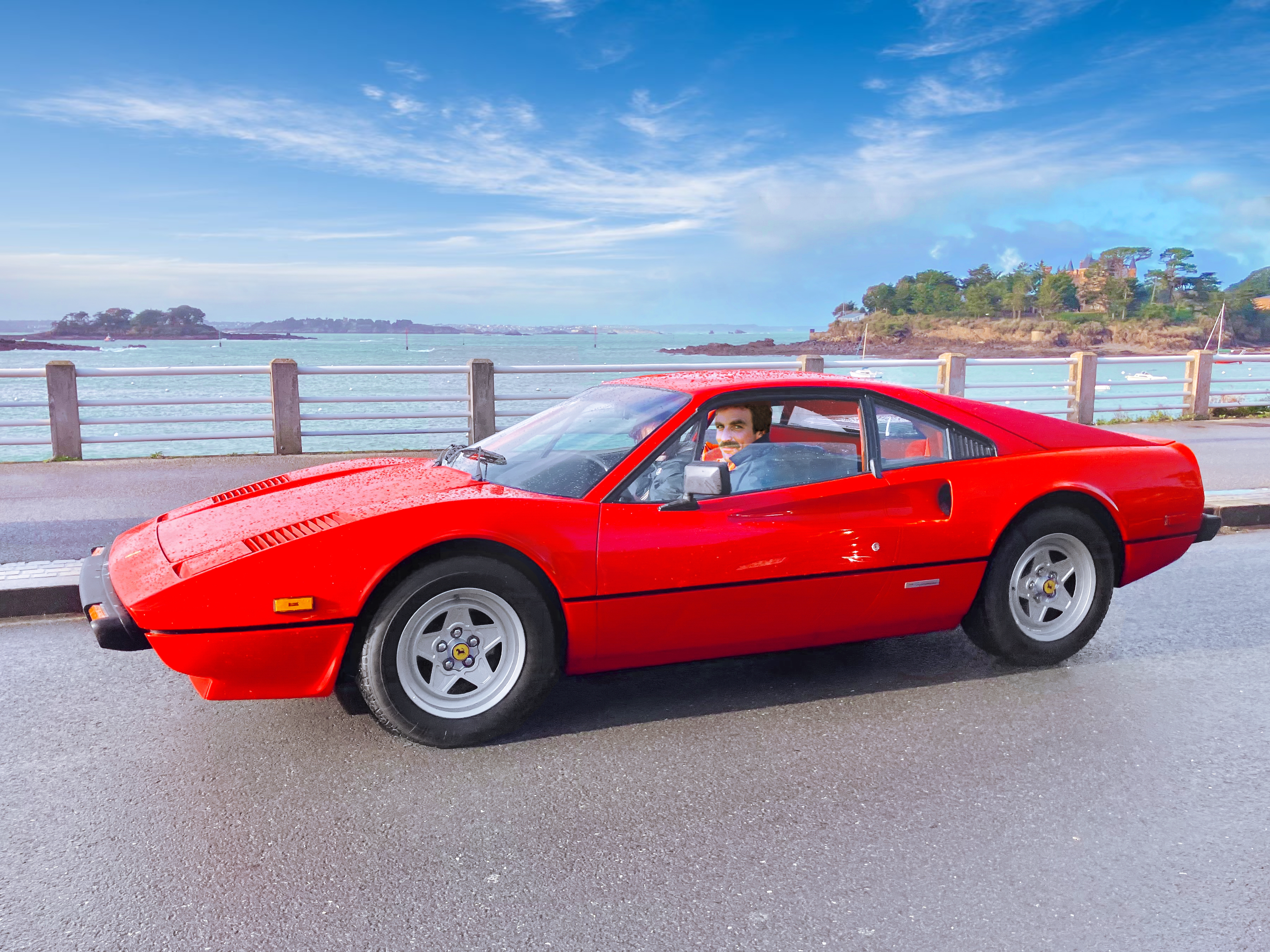
Une 308 GTB sur le Balcon d'Émeraude à Saint-Briac-sur-Mer.

La carrosserie des 308 GTB (coupé) et GTS (spyder) est élaborée par le designer Leonardo Fioravanti à l'époque salarié de la carrosserie Pininfarina tandis que celle de la Ferrari 308 GT4 est l'œuvre de la Carrozzeria Bertone au milieu des années 1970.

## À la télévision

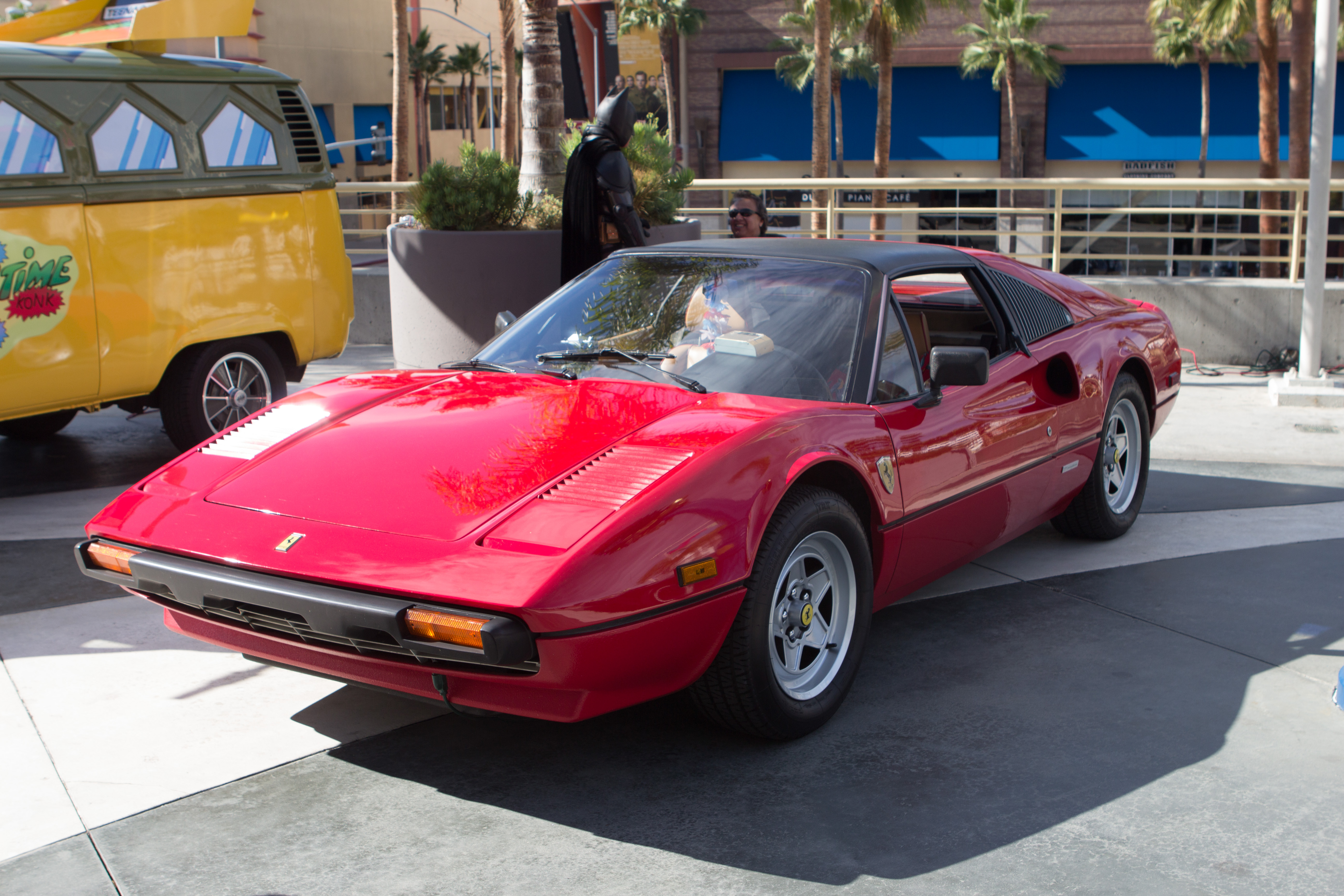
Ferrari 308 GTS de la série Magnum.

- Années 1980 : Magnum, série télévisée américaine à succès, voiture du détective Thomas Magnum.

Le pavillon fut modifié pour la grande taille de Tom Selleck.
- 1983 : Holiday road, Lindsey Buckingham (clip).
- 1993 : Le Château des Oliviers.
- 2019 : Better Call Saul, saison 5.

## Au cinéma
- 1987 : Hidden, film américain de Jack Sholder. La scène d'ouverture met en scène une Ferrari 308 GTS noire poursuivie par la police et détruite au fur et à mesure qu'elle progresse.

## Palmarès en rallye

### Titres

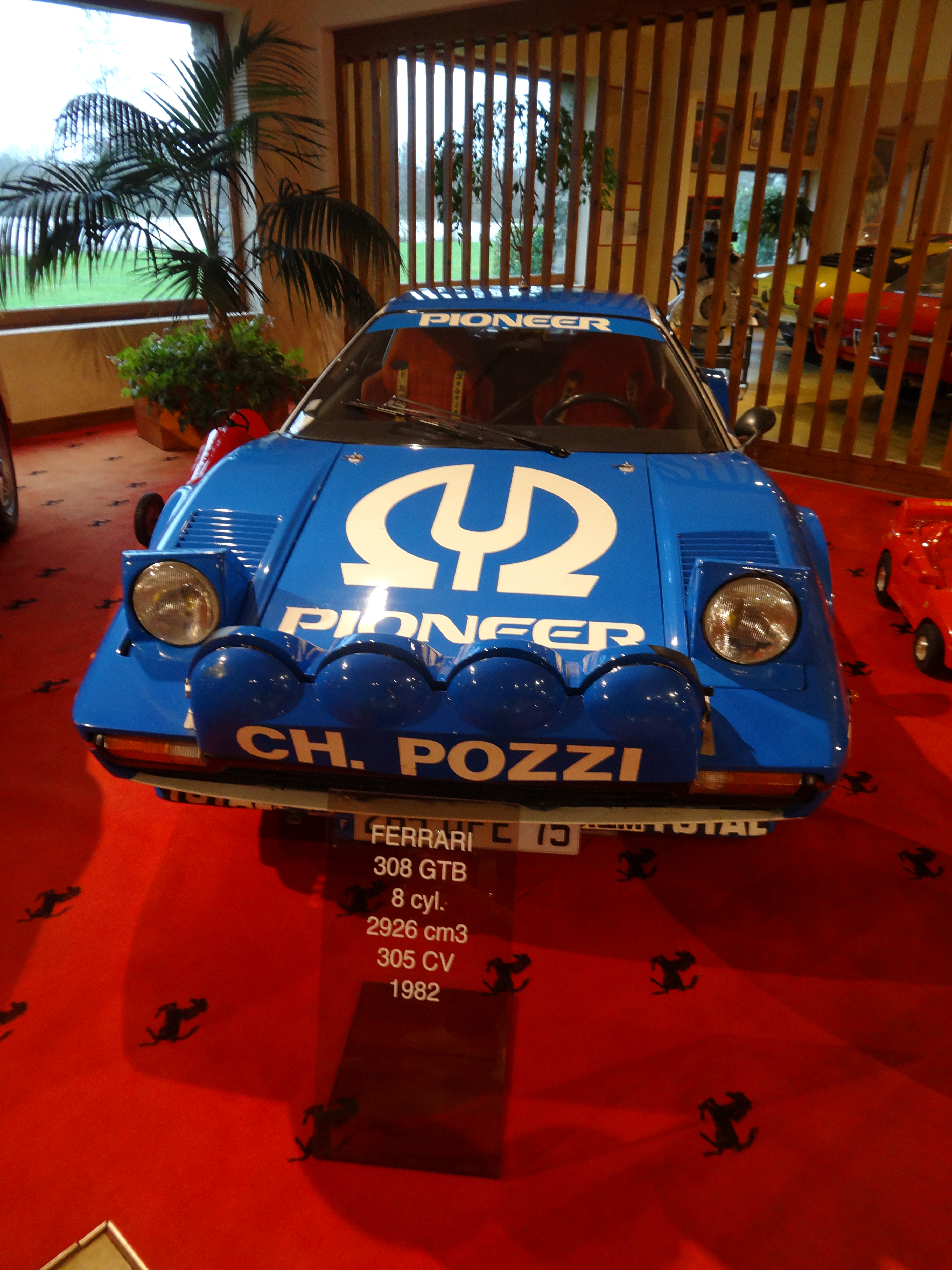
La Ferrari 308 GTB de Jean-Claude Andruet, victorieuse du Tour de France automobile 1982.

- Championnat d'Italie des rallyes : 1982 (Tonino Tognana).
- Vice-championne d'Europe des rallyes : 1981 (Jean-Claude Andruet, avec l'importateur français Charles Pozzi).

### Victoires
- Tour de France automobile : 1981 et 1982 (Jean-Claude Andruet).
- Rallye Targa Florio : 1981 (Andruet) et 1982 (Tonino Tognana).
- 24 Heures d'Ypres : 1981 (Andruet).
- Rallye di 4 Regioni : 1981 (Andruet).
- Rallye Il Ciocco e Valle del Serchio : 1982 (Tognana).
- Rallye Piancavallo (Tognana).
  - 2e du Tour de Corse, en 1982 (Andruet, en WRC).

## Ferrari 328
La Ferrari 308 a bénéficié de ce que certains qualifient d'évolution avec le modèle Ferrari 328 lancé en 1985. Il faut toutefois reconnaître qu'une grande ressemblance de carrosserie existe entre les deux modèles.
Ce modèle est représentatif des GT à moteur V8 (berlinette), l' « entrée de gamme » de Ferrari ; il se base sur l'architecture de la Dino et donnera naissance à une lignée de sportives très nerveuses : Ferrari 348, F355, 360 Modena, F430 et F458 et 488 GTB déclinées par la suite en version Challenge, Scuderia, Speciale et Pista version dite « light », c'est-à-dire plus légère et plus puissante que la version de série. Et la toute dernière F8 Tributo (hommage au 8 cylindres) qui remplace la 488 GTB.